# خوسيه ناسيمنتو
خوسيه ناسيمنتو (25 ديسمبر 1978 بلواندا في أنغولا - ) هو لاعب كرة سلة أنغولي في مركز هجوم قوي الجسم. لعب مع Atlético Sport Aviação (basketball) ‏.